# Vauvert (Paříž)
Vauvert je středověký název pro území v 6. obvodu v Paříži, kde se dnes rozkládá Jardin du Luxembourg.

## Historie
V 11. století se francouzský král Robert Pobožný rozhodl usídlit mimo město a vybral si údolí porostlé vinnou révou s názvem Vauvert (z val vert, zelené údolí). Zde vystavěl rezidenci. Po jeho smrti hrad zpustnul a ruiny se staly obydlím pro žebráky a zloděje.
Františkáni, kteří se roku 1217 usídlili v Saint-Denis, přesídlili o několik let později do Vauvert. Ale již v roce 1230 se přesunuli blíže k městu, na Porte Saint-Germain, do dnešní ulice Rue de l'École de Médecine, kde založili Couvent des Cordeliers.
Král Ludvík IX. věnoval území Vauvert v roce 1257 kartuziánům, kteří si zde zřídili svou kartouzu. Jejich klášter zde stál až do Francouzské revoluce a byl známý svou lesní školkou, která ležela na jihu dnešní Jardin du Luxembourg.